# Garen (koken)
Garen is het zo lang verhitten van een gerecht totdat het gaar is. Gaar betekent dat eiwitten van structuur veranderd zijn en bij plantaardige voedingsmiddelen uit zich dat in een verlies aan stijfheid van het materiaal. Voedsel kan gaar gemaakt worden door bijvoorbeeld koken, bakken, braden, wokken, frituren of stoven.
Veel groentes kunnen rauw gegeten worden. Gare groentes smaken echter vaak beter of zijn makkelijker verteerbaar.
Voedsel te lang verhitten maakt het 'overgaar', waardoor de smaak en voedzaamheid afnemen doordat de smaakstoffen en de vitaminen en mineralen oplossen of vernietigd worden.
Ook vlees of vis kan rauw gegeten worden, maar kunnen bacteriën en parasieten bevatten die ziekte of aandoeningen kunnen veroorzaken. Het garen is dan (preventief) gezonder, maar door de verhitting verandert wel de smaak en textuur. Om ziekteverwekkende bacteriën te doden moet het voedsel tot meer dan 70 °C worden verhit. Het bereiken van deze temperatuur in het voedsel betekent niet dat het dan ook 'gaar' is.
In de moderne keuken worden ingrediënten regelmatig op lage temperatuur (tussen de 50° en 85° Celsius) gegaard. Het te bereiden voedsel wordt, eventueel met smaakstoffen, in een daarvoor bedoelde plastic zak gedaan, vacuüm getrokken, dicht gemaakt en vervolgens in een waterbad (zoals dat gaat bij Au bain-marie) van tussen de 50° en 85° Celsius gelegd. Soms wordt er gebruikgemaakt van een stoomoven. De temperatuur ligt lager dan bij traditioneel garen maar de bereidingstijd wordt veel langer (soms wel tot 48 uur). Op een dergelijke manier gegaarde ingrediënten veranderen nauwelijks qua uiterlijk maar krijgen een betere smaak en textuur. Bij deze wijze van voedsel bereiden krijgt het geen bruine korst zoals bij bakken en frituren het geval is. De maillardreactie treedt niet op. Hierom kan indien gewenst het voedsel na het vacuümgaren kort voor het serveren even aangebraden worden.
Vis kan op een andere manier gegaard worden, namelijk door de rauwe vis met citroensap in te smeren. Het zure sap verandert de structuur van de eiwitten waardoor het visvlees net zo gegaard lijkt als bij verhitting, maar zonder de smaakverandering die daarbij optreedt (al wordt het wel zuurder van smaak). Ook andere zure vruchtensappen, zoals sap van limoen, kiwi of ananas, kunnen dat effect geven. Dit proces vernietigt echter niet de parasieten en bacteriën die in het rauwe visvlees kunnen voorkomen. Het gebruik van verse vis is daarom erg belangrijk. Een zo bereide visschotel heet ceviche.

## Terzijde
- Iemand die zegt zich 'gaar' te voelen is moe en uitgeput
- De uitdrukking 'niet goed gaar' of 'een halve gare' betekent: niet goed wijs
- Een allegaartje is een mengelmoes, van alles wat.